# Johan Reinhold von Trautvetter
Johan Reinhold von Trautvetter (* in Livland; † 1741 beigesetzt in der Dorfkirche Groß Mohrdorf (Vorpommern)) war ein schwedischer Generalleutnant und Freiherr.

## Familie
Der Vater Hermann Georg Trautvetter (auch Trautwetter; * in Helmstedt; † nach 1698) kam aus Deutschland in die damalige schwedische Provinz Livland, wo er einige Zeit Sekretär des Reichsrates und Präsidenten Lars Flemming war. Danach erhielt er die Aufsicht über Güter der Königinwitwe Hedwig Eleonora. Er gehörte 1678 dem Vormundschaftsrat im Wendischen Kreis an und wurde 1681 Beisitzer im Hofgericht von Dorpat. Zusammen mit seinem Bruder, dem Leutnant Johann Heinrich Trautvetter, wurde er am 31. Mai 1684 in den schwedischen Adelsstand erhoben.
Johan Reinhold wurde in der zweiten Hälfte des 17. Jahrhunderts in Livland geboren. Er war unverheiratet und es gibt auch keine Informationen über Kinder.

## Militärische Laufbahn
Im Nordischen Krieg diente der in Livland geborene Trautvetter bei der schwedischen Kavallerie.
Die erste historische Erwähnung ist die Ernennung Trautvetters zum Major im Dragoner-Regiment des Oberst Henrik Otto Albedyll im Jahre 1701. Im selben Regiment wurde er im Jahre 1703 zum Oberstleutnant ernannt.
1704 wurde er in das Dragonerregiment des Generalmajors Johan August Meijerfeldts (des Älteren) versetzt. In diesem Regiment nahm er am Feldzug Karl XII. gegen Sachsen und Russland im Jahre 1706 teil. Als kommandierender stürmte er mit 500 Dragonern am 13. März 1706 die Stadt Njaswisch und vertrieb die kosakische Besatzung. Nach einem kurzen aber heftigen Gefecht ergaben sich die restlichen Kosaken. Trautvetter hielt sich nicht lange in Njaswisch auf. Nachdem er die Verwundeten zur Hauptarmee des schwedischen Königs entsandt hatte, ritt er mit dem Gros seiner Reiter in Richtung Ljachawitschy und begann mit deren Belagerung. Der Kommandant der Festung ergab sich am 2. Mai, als die siegreichen Schweden unter dem General Carl Gustaf Creutz zur Unterstützung der Belagerer eintrafen.

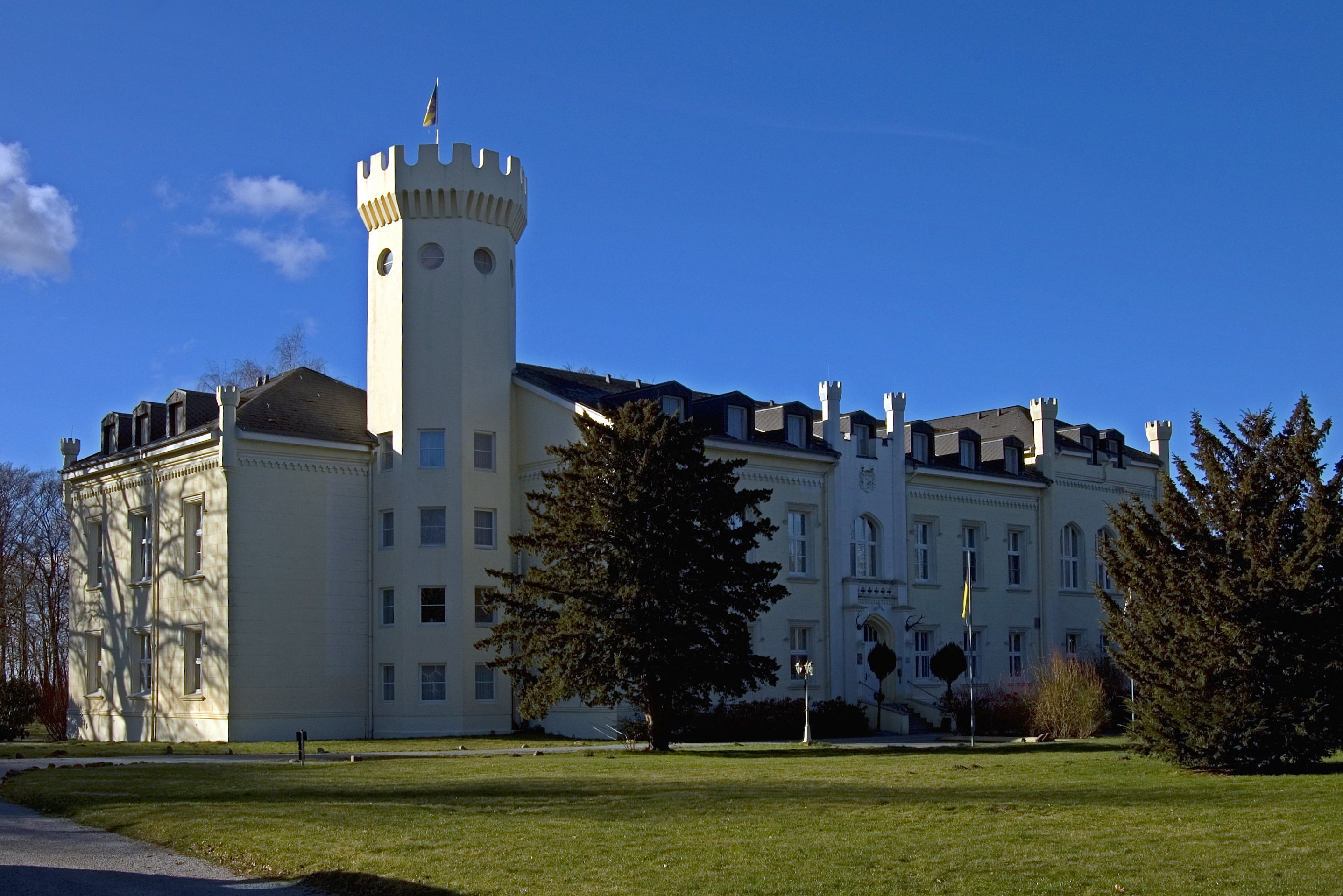
Schloss Hohendorf

Im November 1712 wurde Trautvetter zum Oberst ernannt und in das Reiterregiment von General Carl Magnus Stuart versetzt.
Am 14. April 1715 erfolgte die Ernennung zum Generalmajor und zum kommandierenden Obersten des Leibregiments der Königinwitwe Hedwig Eleonora.
Im September 1719 wurde Trautvetter zum Kommandanten von Stralsund ernannt und in den Rang eines Generalleutnants befördert. Am 2. Mai 1720 wurde er in den Freiherrenstand erhoben und zum außerordentlichen Gesandten der schwedischen Krone im Königreich Preußen ernannt.
Am 20. Dezember 1732 nahm Trautvetter seinen Abschied vom Militärdienst und setzte sich in Hohendorf bei Groß Mohrdorf zur Ruhe. Er begründete im Jahre 1733 das Majorat von Hohendorf und aus seinem Herrenhaus entstand später das Schloss Hohendorf.
Das genaue Datum seines Todes im Jahr 1741 ist unbekannt. Er wurde in der Kirche von Groß Mohrdorf beigesetzt. Ein Mausoleum seiner Nachfahren existiert noch heute und trägt den Namen Begräbniskapelle Klot-Trautvetter.